# Beziehungen zwischen Portugal und St. Kitts und Nevis
Die Beziehungen zwischen Portugal und St. Kitts und Nevis umfassen das zwischenstaatliche Verhältnis zwischen Portugal und St. Kitts und Nevis. Mindestens seit 2000 unterhalten sie direkte diplomatischen Beziehungen.
Auf Portugiesisch heißt das Land São Cristóvão e Nevis. Die Beziehungen sind schwach ausgeprägt, bedingt durch einen geringen und einseitigen Handel und wenige politische, historische oder kulturelle Berührungspunkte. 
Im Jahr 2016 waren 17 Staatsbürger St. Kitts und Nevis in Portugal gemeldet, davon 16 im Distrikt Lissabon und einer an der Algarve. Im Jahr 2005 waren keine in St. Kitts und Nevis lebenden Portugiesen bei portugiesischen Behörden vermerkt.

## Geschichte

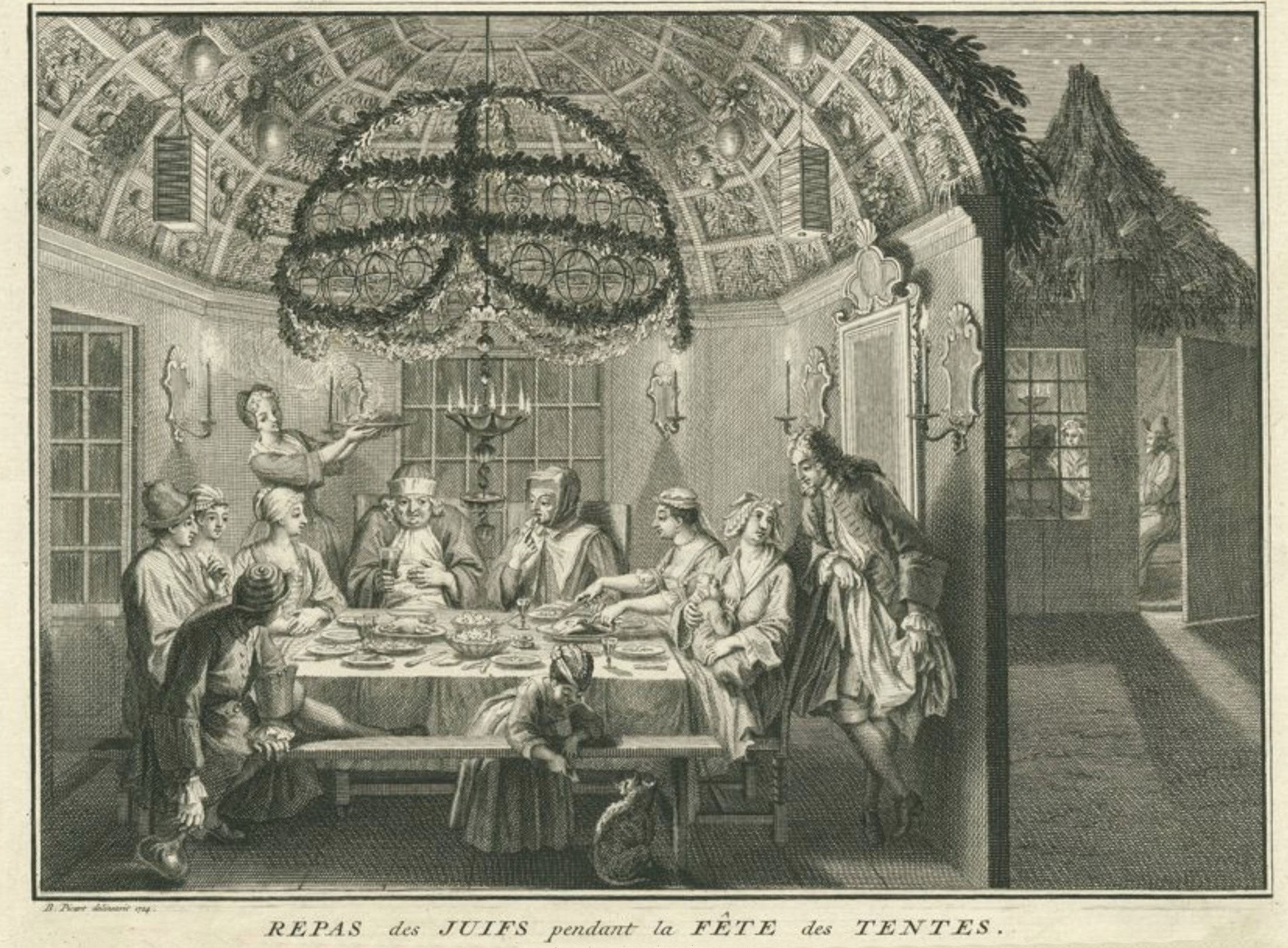
Portugiesische Sepharden beim Laubhüttenfest in den Niederlanden: von hier wanderten einige auch nach St. Kitts und Nevis aus

Die Inseln des heutigen St. Kitts und Nevis wurden 1493 von Christoph Kolumbus für Spanien entdeckt und waren seit Anfang des 17. Jahrhunderts britische Kolonie.
Mit der Flucht der jüdischen Marranen aus Portugal gingen Anfang des 16. Jahrhunderts zahlreiche dieser Sepharden nach Nordeuropa. Aus diesen sephardischen Gemeinden wanderten in Schüben auch Gruppen in die Karibik aus, insbesondere im 17. Jahrhundert. Portugiesische Marranen kamen so auch nach St. Kitts und Nevis. Auf der Insel Nevis sind auch portugiesische Grabsteine zu finden, die überwiegend auf diese portugiesischen Marranen zurückgehen.
St. Kitts und Nevis wurde 1983 von Großbritannien unabhängig.
Im Jahr 2000 akkreditierte sich mit dem portugiesischen Vertreter in Venezuela, Fernando Manuel Oliveira de Castro Brandão, der erste Botschafter Portugals in St. Kitts und Nevis. Gegenseitige Botschaften richteten die Länder danach nicht ein, St. Kitts und Nevis blieb weiter Teil des Amtsbezirks der portugiesischen Botschaft in der venezolanischen Hauptstadt Caracas.

## Diplomatie
Portugal unterhält keine eigene Botschaft in St. Kitts und Nevis, das zum Amtsbezirk der portugiesischen Botschaft in Venezuela gehört.
St. Kitts und Nevis führt ebenfalls keine eigene Botschaft in Portugal, für das Land ist seine Vertretung in Brüssel zuständig. 
Gegenseitige Konsulate sind nicht eingerichtet.

## Wirtschaft

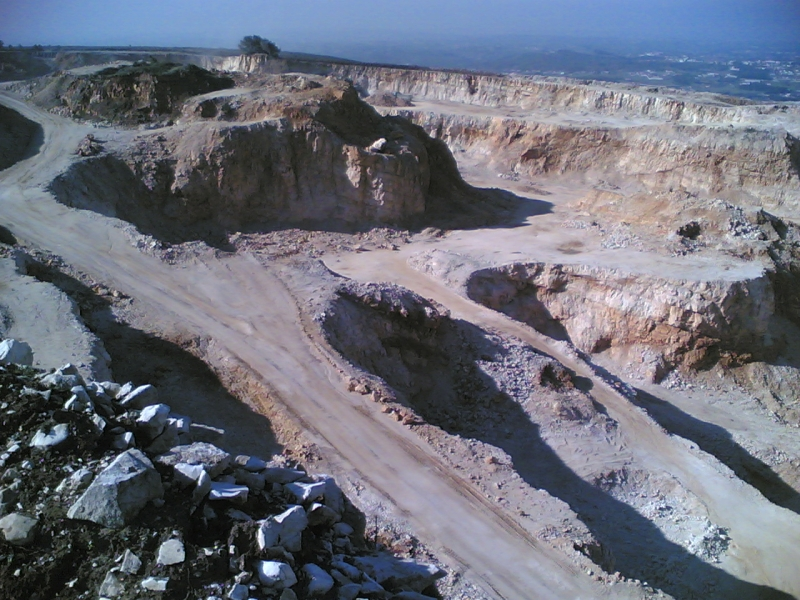
Steinbruch bei Rio Maior: steinernes Baumaterial ist das wichtigste Exportgut Portugals nach St. Kitts und Nevis

Die portugiesische Außenhandelskammer AICEP unterhält keine Niederlassung in St. Kitts und Nevis, das AICEP-Büro in Caracas ist hier zuständig.
Im Jahr 2016 exportierte Portugal Waren im Wert von 79.000 Euro nach St. Kitts und Nevis (2015: 5.000; 2014: 23.000; 2013: 14.000; 2012: 7.000), davon 35,7 % Minerale und Erze (vor allem Baustoffe), 33,3 % chemisch-pharmazeutische Produkte, 15,38 % Kunststoffe und Gummi, und 15,3 % Maschinen und Geräte.
Im Zeitraum zwischen 2012 und 2016 lieferte St. Kitts und Nevis keine Güter an Portugal.
Damit stand St. Kitts und Nevis für den portugiesischen Außenhandel an 191. Stelle als Abnehmer, im Außenhandel St. Kitts und Nevis rangierte Portugal an 61. Stelle als Lieferant.